# Sandur (ciutat)
Sandur o Sanduru és una ciutat i consell urbà del districte de Bellary a Karnataka, capital de la taluka del seu nom. Està situada a 15° 06′ N, 76° 33′ E / 15.1°N,76.55°E i segons el cens del 2001 té una població de 27.601 habitants. El 1901 tenia uns 5000 habitants.
Fou capital d'un poligar bedar segles XVII i XVIII i conquerida el 1728 pels marathes de la família Ghorpade. Fou capital del principat de Sandur (vers 1713/1728-1948).